# جایزه ژوزن

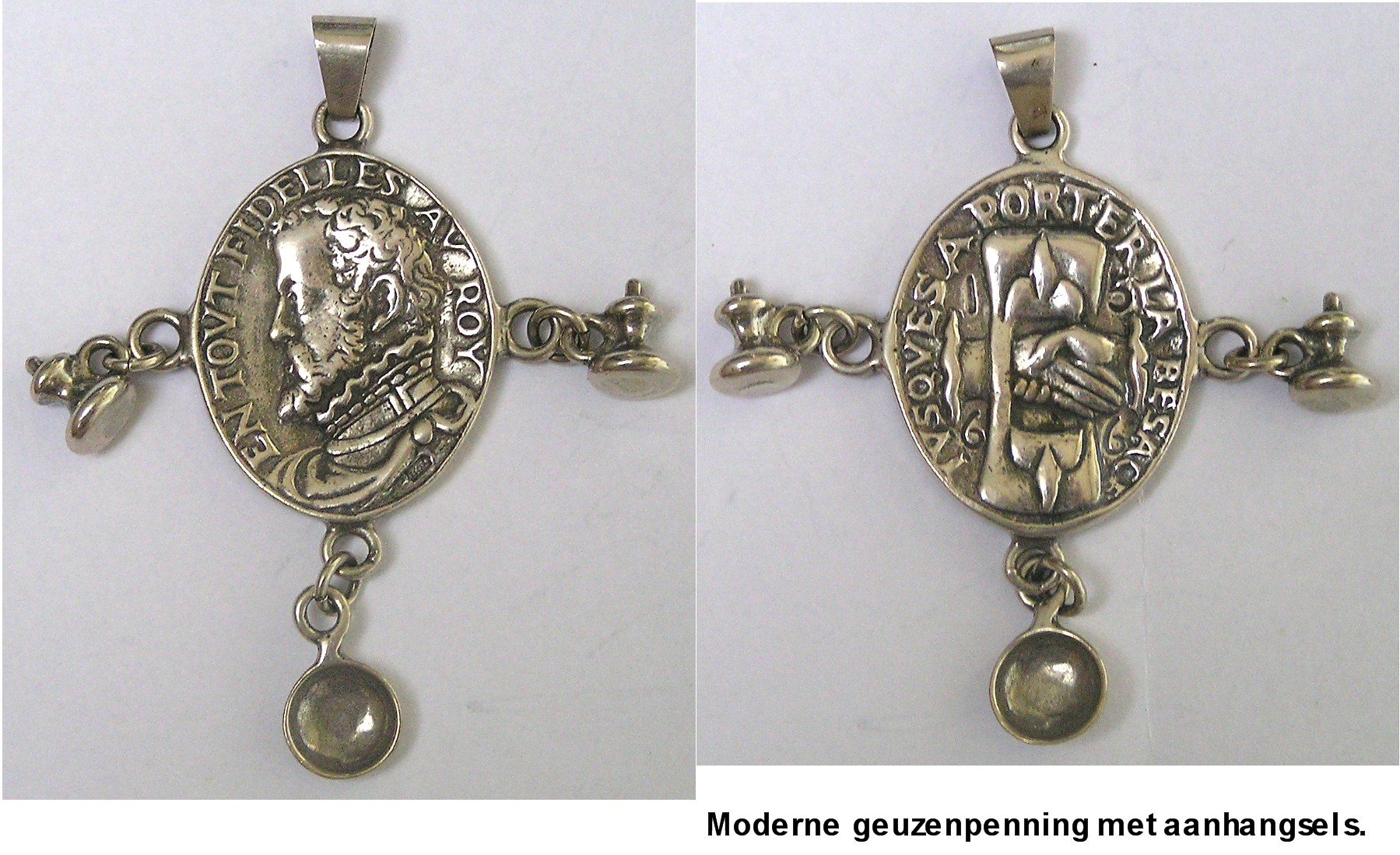
جایزه ژوزن یک جایزه هلندی است که به افراد یا سازمانهایی داده می‌شود که برای دموکراسی و علیه دیکتاتوری، نژادپرستی و تبعیض مبارزه کرده‌اند. این جایزه از سال ۱۹۸۷ هر ساله در شهر ولاردینگن هلند اهدا می‌شود.
جایزه ژوزن ابتکاری از بنیاد مقاومت ژون ۱۹۴۰–۱۹۴۵ است. نام این سازمان از گروه مقاومتی به نام «ژوزن» گرفته شده‌است که در طول جنگ جهانی دوم در حوالی، ولاردینگن و روتردام فعال بود. گروه مقاومت به نوبه خود نامش را از ژوزن گرفت، مجموعه ای از گروه‌های مسلح که در قرن ۱۶، در طی شورش هلند با اشغال کشورهای پایین در اسپانیا جنگیدند. پس از جنگ، اعضای بازمانده این گروه بنیادی را برای بزرگداشت یاد و خاطره همرزمان کشته شده خود، برای ترویج و حفظ دموکراسی در هلند و برای افزایش آگاهی جهانی از انواع دیکتاتوری، تبعیض و نژادپرستی بنیاد نهادند.

## برندگان
- ۲۰۱۱ سیما سمر، فعال حقوق بشر افغانستانی[۱]
- ۲۰۱۲ گریگوری شوداف، فعال حقوق بشر روسی
- ۲۰۱۶ سازمان کمک‌های دریایی مهاجران
- ۲۰۱۷ آلیس نکوم و میشل توگو، وکلا از کامرون
- ۲۰۱۸ سازمان دختران نه عروس: مشارکت جهانی برای پایان دادن به ازدواج کودکان
- ۲۰۱۹ سازمان (Padre Alejandro Solalinde Guerra)، فعال حقوق بشر مکزیکی و
- ۲۰۲۰ سازمان (ACPRA)، سازمان حقوق بشر سعودی
- ۲۰۲۱ مالگورزاتا جیرزدوف، وکیل و قاضی سابق دادگاه عالی لهستان